# Attheyella lacustris
Attheyella lacustris är en kräftdjursart som beskrevs av Claude Chappuis 1931. Attheyella lacustris ingår i släktet Attheyella och familjen Canthocamptidae. Inga underarter finns listade i Catalogue of Life.